# Eolagurus luteus
Eolagurus luteus је врста волухарице.

## Распрострањење
Ареал врсте је ограничен на мањи број држава. Врста има станиште у Русији, Кини, Монголији и Казахстану.

## Станиште
Станишта врсте су полупустиње и пустиње.

## Начин живота
Број младунаца које женка доноси на свет је обично 6-9, 2 до 3 па и 4 пута годишње у повољним условима.

## Угроженост
Ова врста је наведена као последња брига, јер има широко распрострањење и честа је врста.